# Barkby
Barkby – wieś w Anglii, w hrabstwie Leicestershire, w dystrykcie Charnwood. Leży w środkowej części Anglii – 6 km na wschód od miasta Leicester i 140 km na północny zachód od Londynu.